# Calveriosoma gracile
Calveriosoma gracile är en sjöborreart som först beskrevs av Alexander Emanuel Agassiz 1881.  Calveriosoma gracile ingår i släktet Calveriosoma och familjen Echinothuriidae. Inga underarter finns listade i Catalogue of Life.